# Norman Frederick Simpson
Norman Frederick Simpson (Londra, 29 gennaio 1919 – 27 agosto 2011) è stato un drammaturgo britannico.
Fu autore di molte commedie basate sul puro nonsense, con trama spesso inconsistente e irrilevante, sul modello dei limerick di Edward Lear.
Tra le sue opere si citano La buca (1958) e Harry Bleachbaker (1976).